# Jalyx Hunt
Jalyx Benjamin Hunt (Debary, 13 marzo 2001) è un giocatore di football americano statunitense che milita nel ruolo di linebacker per i Philadelphia Eagles della National Football League (NFL).

## Carriera universitaria
Hunt iniziò la sua carriera nel college football giocando come safety a Cornell nel 2019, disputando sette partite e mettendo a segno tre tackle. La stagione successiva fu cancellata a causa della pandemia di COVID-19. Nel 2021 mise a segno 26 placcaggi in 10 presenze. Nel 2022 optò per trasferirsi agli Houston Christian Huskies. Lì fu spostato nella linea difensiva, venendo inserito nella seconda formazione ideale della Southland Conference nella prima stagione, dopo avere guidato la conference in placcaggi con perdita di yard (11,5), sack (7) e fumble forzati (3). Nel 2023 fu premiato come difensore dell’anno della Southland Conference e come All-American; chiuse le due stagioni a Houston Christian con 133 tackle, 20,5 tackle con perdita di yard e 13,5 sack. Fu il primo giocatore della storia del suo istituto a venire invitato al Senior Bowl e fu uno dei soli quattro giocatori della Football Championship Subdivision (FCS) a ricevere un invito quell’anno.

## Carriera professionistica

### Philadelphia Eagles
Hunt fu scelto nel corso del terzo giro (94º assoluto) del Draft NFL 2024 dai Philadelphia Eagles. Debuttò come professionista subentrando nella gara del secondo turno contro gli Atlanta Falcons. Da quel momento scese in campo in tutte le restanti partite della stagione regolare, chiusa con 21 placcaggi, 1,5 sack, 2 fumble forzati e un passaggio deviato in 16 presenze, una delle quali come titolare.

## Palmarès
- Super Bowl : 1

Philadelphia Eagles: LIX
- National Football Conference Championship:1

Philadelphia Eagles: 2024